# Егельский, Денис Евгеньевич
Денис Евгеньевич Егельский (1963 г) — советский и российский художник. Сподвижник Тимура Новикова. Член петербургской Новой академии изящных искусств. Один из основателей и теоретиков неоакадемизма. Помимо работы в различных живописных и графических техниках, занимается поисками и разработками идей в области старинной фотографии, черпая вдохновение в античном искусстве, ренессансе, конструктивизме, русском балете и танцевальной культуре 90-х. Адаптируя эти идеи и техники, художник создает произведения на стыке живописи и графики. Егельский участник многочисленных выставок в России и Европе.
В том числе в Русском музее, Московском музее современного искусства, РОСФОТО.

## Биография
Д. Е. Егельский родился в 1963 г. в Лениграде. С 1973 по 1977 г учился в Хореографической академии им. А. Я. Вагановой в Ленинграде.
С 1978 года начинает заниматься изобразительным искусством в студии неофициального ленинградского художника Игоря Тюльпанова. В 1980-х знакомится с Тимуром Новиковым и в 1989 разрабатывает теорию неоакадемизма и помогает в учреждении НАИИ. В 1990-х возглавляет специальный отдел в Новой академии изящных искусств, посвященный исследованию старинных техник фотопечати и реконструкции измерительных и оптических приборов прошлого. Участник первой выставки неоакадемистов «Молодость и красота», 1990 г. В 1991 г вместо с Тимуром Новиковым в составе художников НАИИ впервые выставляется в Государственном Русском музее, демонстрируя работы в стиле неоакадемизм. Картины и графика Д. Е. Егельского есть в коллекции Государственного Русского музея, Российской государственной художественной галереи , Государственного музейно-выставочного центра РОСФОТО , Нижнетагильском музее изобразительных искусств

Денис Егельский в воспоминаниях Тимура Новикова.

«Художник Денис Егельский родился в 1963 году в семье интеллигентов, близких к диссидентствующим художникам и поэтам. Искусства обступили его с колыбели; поэт Константин Кузьминский рассказывал ему сказки, а дед художника, известный теоретик искусства Константин Ротиков, занимался эстетическим воспитанием маленького Дениса. В семь лет его отдали в школу-интернат индийского языка хинди, где он познакомился с Индирой Ганди и Тимуром Новиковым. Пропитавшись пряными ароматами Востока, Денис решил вернуться в „Европу“ — поступил в Петербургскую Академию Танца, влияние которой на все творчество художника трудно переоценить. С 15 лет Денис начинает заниматься изобразительными искусством в студии Игоря Тюльпанова, редкого профессионала в среде „неофициальных“ художников, ставших известными после выставки в ДК „Невский“, а также ученика Николая Акимова.
Далее в биографии художника — несколько лет скитаний по России, духовных исканий, невероятных приключений. Закончились эти приключения тремя годами заключения в брежневских застенках по сфабрикованному обвинению — подлинное искусство в те годы не всегда поощрялось. Перестройка открыла двери каземата Дениса, и он вернулся в „Клуб Друзей В. В. Маяковского“, с художниками которого он сотрудничал после эмиграции Тюльпанова.

Последние годы художник работает над проблемой возрождения понятия „прекрасное“ в искусстве, тесно сотрудничая с Тимуром Новиковым и Георгием Гурьяновым. В 1990 году участвовал в совместном проекте Парижского Института Пластических Искусств и Русского музея в Петербурге. В 1991 году Денис вышел на международную арену, где получил высокую оценку критики. Большое будущее ожидает художника Дениса Егельского.» 
В своей автобиографии Тимур Новиков вспоминает :

Первыми же новыми академиками изящных искусств стали Георгий Гурьянов и Денис Егельский. Наша первая художественная акция была в ДК Связи — дискотека, вечеринка, на которую мы принесли произведения в неоакадемической манере. Там впервые была представлена моя работа «Портрет Георгия Гурьянова», большой автопортрет самого Гурьянова и работы Дениса Егельского.
И в 1991 году в Мраморном дворце, тогда еще Музее Владимира Ильича Ленина, прошла первая выставка под названием «Неоакадемизм». Она включала работы Дениса Егельского, Сергея Бугаева, Георгия Гурьянова, мои произведения и работы Константина Гончарова. К 1990 году, таким образом, уже сформировалась первая волна неоакадемизма.
Неоакадемисты всегда поддерживали выставочную деятельность во дворцах и парках нашего города. Например, можно вспомнить выставку «Тайный культ» в Музее Ленина с участием Дениса Егельского, Пьера и Жиля, а также моих работ и фотографий Вильгельма фон Глодена из моей коллекции. В 1994 году, когда 7 Мраморный дворец был передан Русскому музею и уже действовал отдел новейших течений под руководством А. Д. Боровского, мы продолжили эту практику выставкой «Ренессанс и резистанс» («Возрождение и сопротивление»), организованной совместно с отделом новейших течений (курировал я с Е. Андреевой). Она была посвящена истории фотографии в XX веке и сохранению классических традиций.

### Персональные и коллективные выставки
- 1983	Вторая выставка ТЭИИ. Живопись, графика, скульптура., Ленинград / Художник
- 1984	Грани портрета / Пятая общая выставка Товарищество экспериментального изобразительного искусства, Ленинград / Художник
- 1990	Le Territoire de l’Art. La recherche en culture picturale comme voie de la creation / Территория искусства. Исследование живописной

культуры как формы поведения художника, Санкт-Петербург / Художник
- 1991	Jóvenes Artistas de Leningrado: el problema del cuerpo individual al fin de la era del totalitarismo tardío, Мехико / Художник
- 1991	Денис Егельский. Дух танца, Ленинград / Художник. Персональная выставка в Музее Русского балета, Санкт-Петербург.[8]
- 1994	Сопротивление и возрождение (классические традиции искусства и история фотографии), Санкт-Петербург / Художник. Государственный Русский музей.[9]
- 1995	Денис Егельский. В поисках идеального образа, Санкт-Петербург / Художник
- 1995	Passiones Luci. Выставка эскизов и проектов, Санкт-Петербург / Художник.
- 1995	Passiones Luci/ Приключения Луция, Санкт-Петербург / Художник. Государственный Русский музей.[10]
- 1996	Метафоры отрешения, Карлсруэ / Художник
- 1997	Торжество Неоакадемизма в Павловске, Санкт-Петербург / Художник. Государственный музей‑заповедник «Павловск»[11]
- 1998	Новая академия, Санкт-Петербург / Художник
- 2001	Образ Тимура Новикова в русском искусстве XX века, Санкт-Петербург / Художник
- 2003	Денис Егельский. Руссий балет, Санкт-Петербург / Художник
- 2003	Выставка фотографий из коллекции Музея Новой Академии в рамках проекта «Международные сезоны русского языка и культуры в Германии», Берлин / Художник
- 2004	Светопись, Санкт-Петербург / Художник
- 2005	Неоклассицизм. Часть I. Художники круга Тимура Новикова, Москва / Художник
- 2007	Денис Егельский, Станислав Макаров. Живопись серебряным светом, Санкт-Петербург / Художник
- 2007	Будущее зависит от тебя. Коллекция Пьера-Кристиана Броше, Москва / Художник
- 2008	Будущее зависит от тебя. Новые правила, Новосибирск / Художник
- 2008	Памяти Тимура Новикова, Санкт-Петербург / Художник
- 2008	Всё на продажу, Санкт-Петербург / Художник

2008	Будущее зависит от тебя. Новые правила, Самара / Художник
2009	The Russian Schizorevolution: An exibition that might have been, Маастрихт / Художник
- 2010	Удар кисти: «Новые художники» и некрореалисты 1982—1991, Санкт-Петербург / Художник. Государственный Русский музей.[12]
- 2011	Орбита Гагарина, Санкт-Петербург / Художник
- 2011	Движение, форма, танец, Санкт-Петербург / Государственный Художник. Русский музей.[13]
- 2011	Новая Академия. Санкт‑Петербург, Москва / Художник
- 2011	Passion Bild. Russische Kunst seit 1970, Берн / Художник
- 2012	Новые идут!, Москва / Художник. Московский музей современного искусства[14]
- 2013	Navicula Artis. Найдено в Петербурге, Москва / Художник
- 2013	Цвет: синий, Москва / Художник
- 2014	«Моё произведение искусства — я сам». Образ Георгия Гурьянова в искусстве 1980‑х — 2010‑х годов, Санкт-Петербург / Художник
- 2014	Суровый стиль GG, Санкт-Петербург / Художник
- 2014	Neo‑Academism and Neo‑Conservatism in Contemporary Russian Art, Music and Film: 1989—2014, Стокгольм / Лектор
- 2015	Искусство быть рядом, Москва / Художник
- 2015	Неоакадемизм в Санкт‑Петербурге/ Neoacademism in Saint Petersburg, Будапешт / Художник
- 2019	Андеграунд 90‑х: художники на танцполе, Санкт-Петербург / Художник
- 2020	Андеграунд 90‑х: художники на танцполе, Екатеринбург / Художник
- 2020	История развития мультимедиа искусства Ленинграда — Санкт‑Петербурга 1985—2000 годов, Санкт-Петербург / Художник
- 2024	О.Н.И. Фотоэксперименты Новой академии изящных искусств Тимура Новикова, Санкт-Петербург / Художник[15]